# Bréau-Mars
Bréau-Mars é uma comuna francesa na região administrativa da Occitânia, no departamento de Gard. Estende-se por uma área de 28.49 km², e possui 629 habitantes, segundo o censo de 2018, com uma densidade de 22 hab/km².
Foi criada, em 1 de janeiro de 2019, a partir da fusão das antigas comunas de Bréau-et-Salagosse (a sede) e Mars.